# 萊謝克·布拉尼克
萊谢克·布拉尼克（Leszek Robert Blanik，1977年3月1日—）是一位波蘭體操運動員。他是奧運會跳馬項目的冠軍。2000年悉尼奧運會上，他獲得了跳馬項目的銅牌。2008年的北京奧運會上，他獲得了跳馬項目的金牌，是首位在奧運會體操比賽上獲得金牌的波蘭人。

## 外部連結
- official website (Polish)
- Leszek Blanik在国际体操联合会的相关介绍